# Buais
Buais ist eine Ortschaft und eine ehemalige französische Gemeinde mit 488 Einwohnern (Stand: 1. Januar 2022) im Département Manche in der Region Normandie. Sie gehörte zum Arrondissement Avranches und zum Kanton Saint-Hilaire-du-Harcouët.
Mit Wirkung vom 1. Januar 2016 wurden die früheren Gemeinden Saint-Symphorien-des-Monts und Buais zu einer Commune nouvelle mit dem Namen Buais-Les-Monts fusioniert und haben in der neuen Gemeinde den Status einer Commune déléguée. Der Verwaltungssitz befindet sich im Ort Buais.

## Lage
Nachbarorte von Buais sind Saint-Symphorien-des-Monts im Nordwesten, Ferrières im Norden, Le Teilleul im Nordosten, Heussé im Osten, Fougerolles-du-Plessis im Südosten, Landivy im Südwesten und Savigny-le-Vieux im Westen.

## Bevölkerungsentwicklung
| Jahr      | 1962 | 1968 | 1975 | 1982 | 1990 | 1999 | 2008 | 2015 |
| --------- | ---- | ---- | ---- | ---- | ---- | ---- | ---- | ---- |
| Einwohner | 983  | 901  | 822  | 776  | 702  | 652  | 584  | 492  |

## Sehenswürdigkeiten

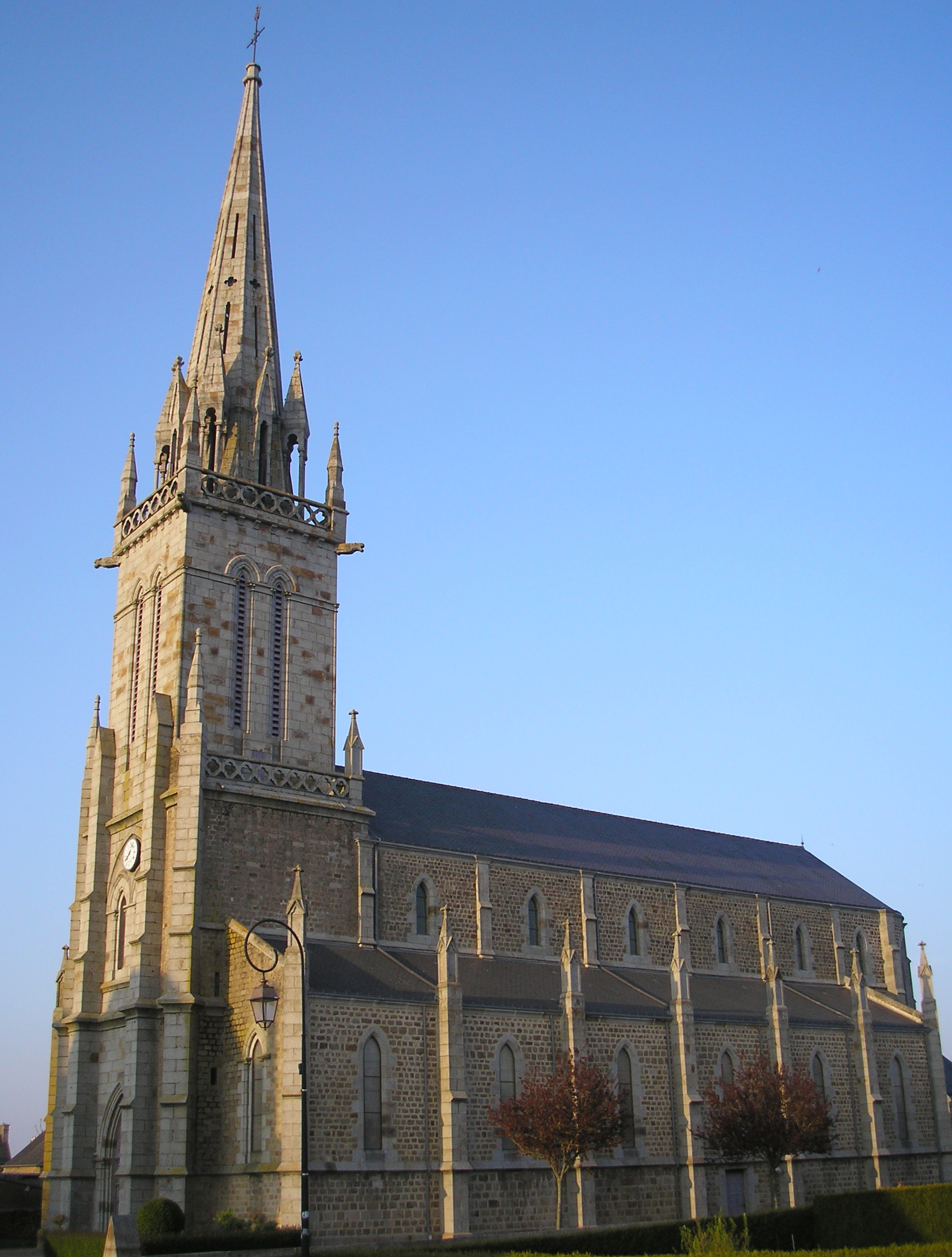
Kirche Sainte-Anne

- Kirche Sainte-Anne